# Bert Vanheste
Gilbert (Bert) Vanheste (Pervijze, 6 november 1937 - Nijmegen, 23 februari 2007) was een Vlaams literatuurwetenschapper en auteur. Hij schreef fictie onder het pseudoniem Bert Brouwers.
Vanheste groeide op in Pervijze. Hij promoveerde in 1971 aan de Katholieke Universiteit Leuven op een proefschrift over de betekenis van de revolutie van 1848 voor de Vlaamse letterkunde. Van 1972 tot 2002 was hij hoofddocent Vlaamse letterkunde aan de Radboud Universiteit Nijmegen. Hij stond bekend als kenner van het werk van Louis Paul Boon.
Bert Vanheste was de initiatiefnemer van het Vlaams Cultureel Kwartier, een Vlaams cultureel centrum in Nijmegen.

## Prijzen en onderscheidingen
- August Beernaertprijs voor Want uw vijand wie is dat?, 1990
- Isengrimusprijs van het Louis Paul Boongenootschap, 2005
- Ereteken van Commandeur in de Kroonorde, 2006
- De ANV-Visser Neerlandia-prijs 2008 werd toegekend aan het Vlaams Cultureel Kwartier, en was mede bedoeld als waardering voor de persoonlijke verdiensten van Bert Vanheste[1]

## Over Bert Brouwers
- Michiel van Kempen, 'De staalkaart van Bert Brouwers.' In: Bundel, 1 (1976), nr. 3, p. 85.